# Ирис злаковидный
Ирис злаковидный, или Касатик злаковидный (лат. Iris graminea) — многолетнее травянистое растение; вид рода Ирис (Iris) семейства Ирисовые, или Касатиковые (Iridaceae).

## Ботаническое описание

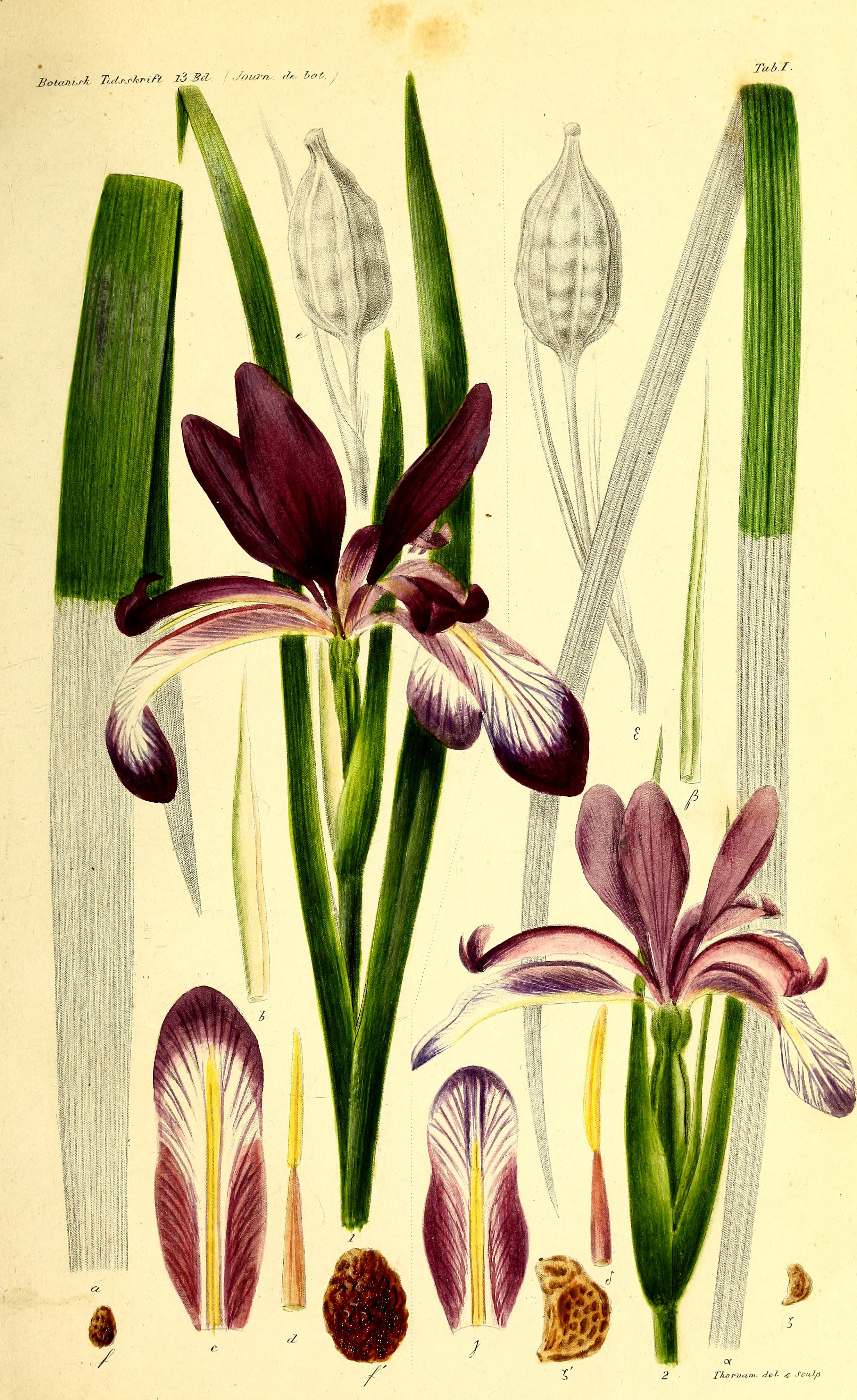
1882 года из ботанического журнала Botanisk Tidsskrift

Многолетнее травянистое растение до 40–60 см высотой; образует плотные густые дерновины. Корневище тонкое, ползучее, ветвистое. Стебель плоский, прямостоячий, с двумя ясно выраженными рёбрами.
Листья 40—70 см длиной и 0,5—1 см шириной; узкомечевидные или узколинейные, тонкозаострённые, с хорошо заметными продольными жилками; сверху ярко-зелёные, блестящие, снизу бледные, серо-зелёные.
Цветки на верхушке стебля, от одного до трёх; крупные, 7–8 см диаметром, фиолетово-пунцовые или голубые, перед увяданием обесцвечивающиеся; с фруктовым запахом, напоминающим аромат спелых слив (по другим источникам — без запаха). Околоцветник венчиковидный; внутренние доли широколанцетные, короче наружных, пурпурные; наружные доли почти округлые, с пунцовыми жилками на желтовато-белом фоне. Столбики с килем, расширяющиеся кверху, бледно-пурпурные; рыльце с двумя языковидными выступами.
Плод — коробочка 3–4 см длиной и до 2 см шириной, трёхгнёздная, шестигранная, яйцевидная, с заострённой верхушкой. Семена шаровидно-удлинённые, иногда сжатые, с беловатой морщинистой оболочкой, позднее темнеющей. Цветёт в мае-июне, иногда повторно в сентябре; плоды созревают в августе.

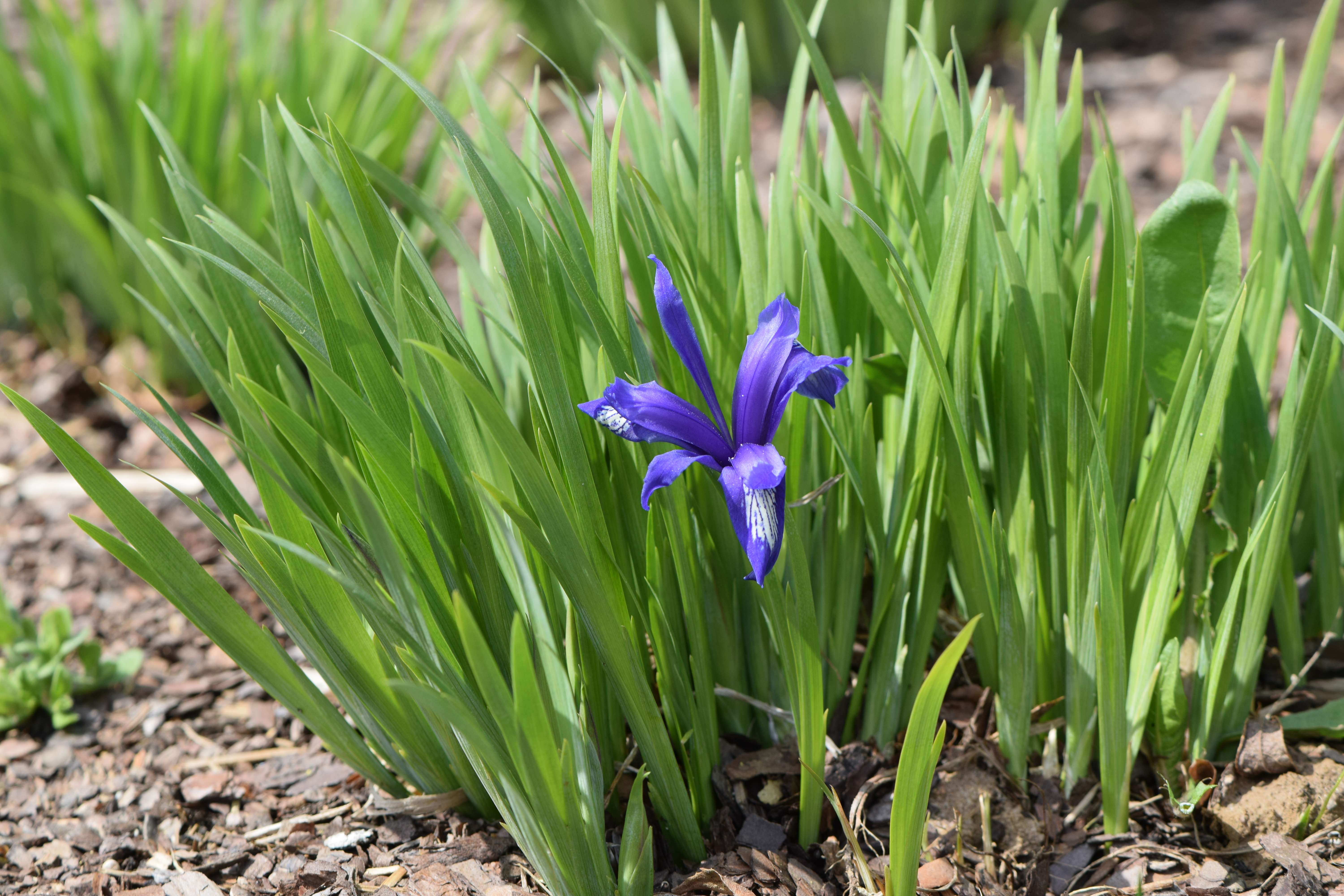
Группа растений в арборетуме Войславице (Польша)
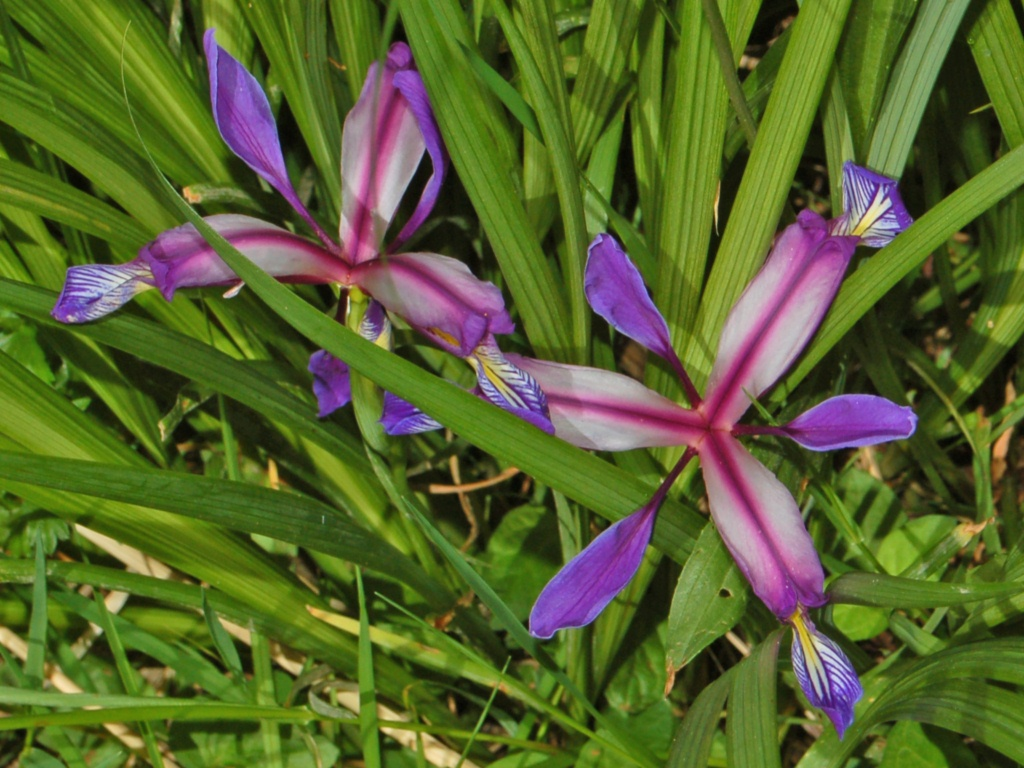
Цветущие растения
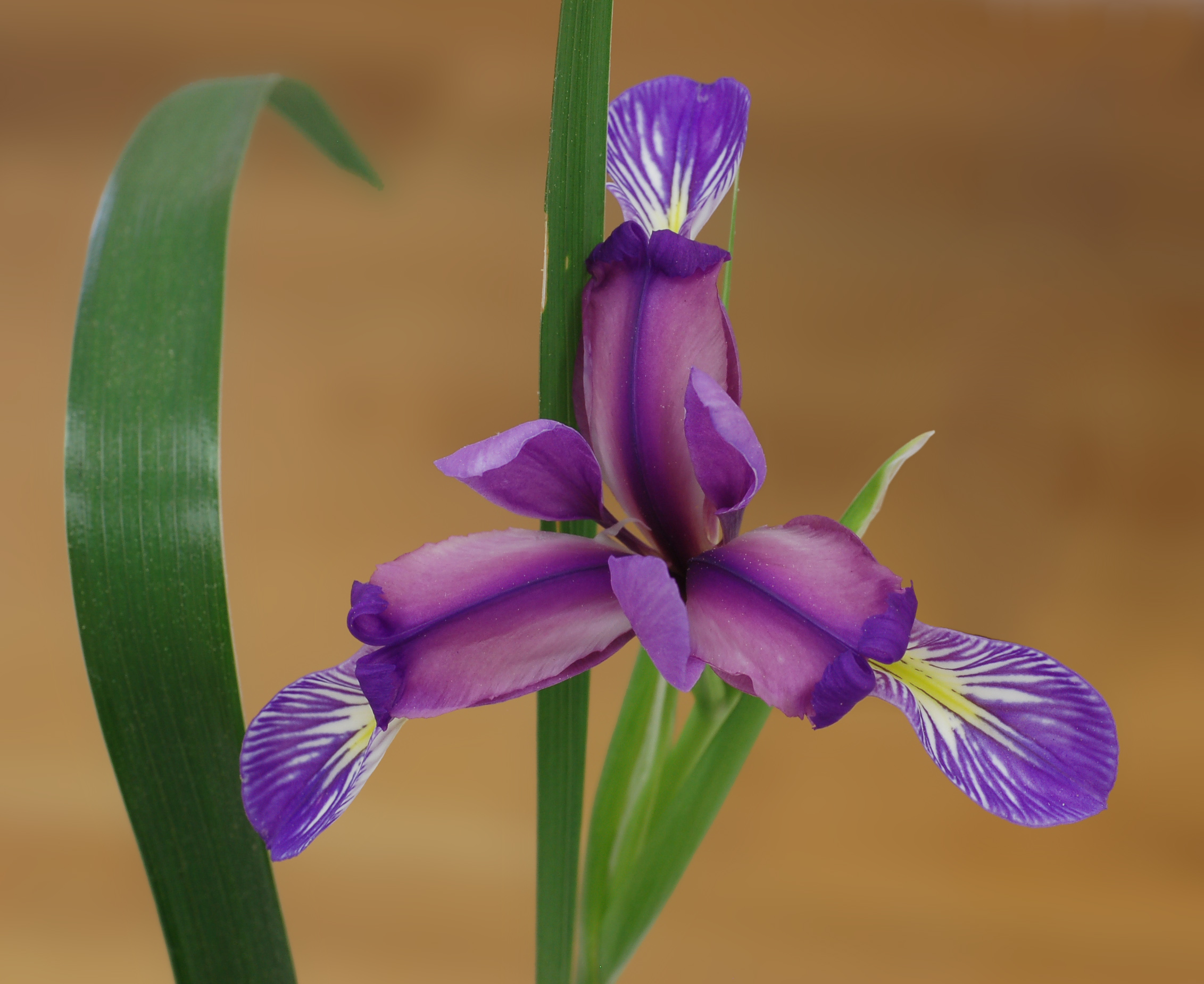
Цветок Iris graminea
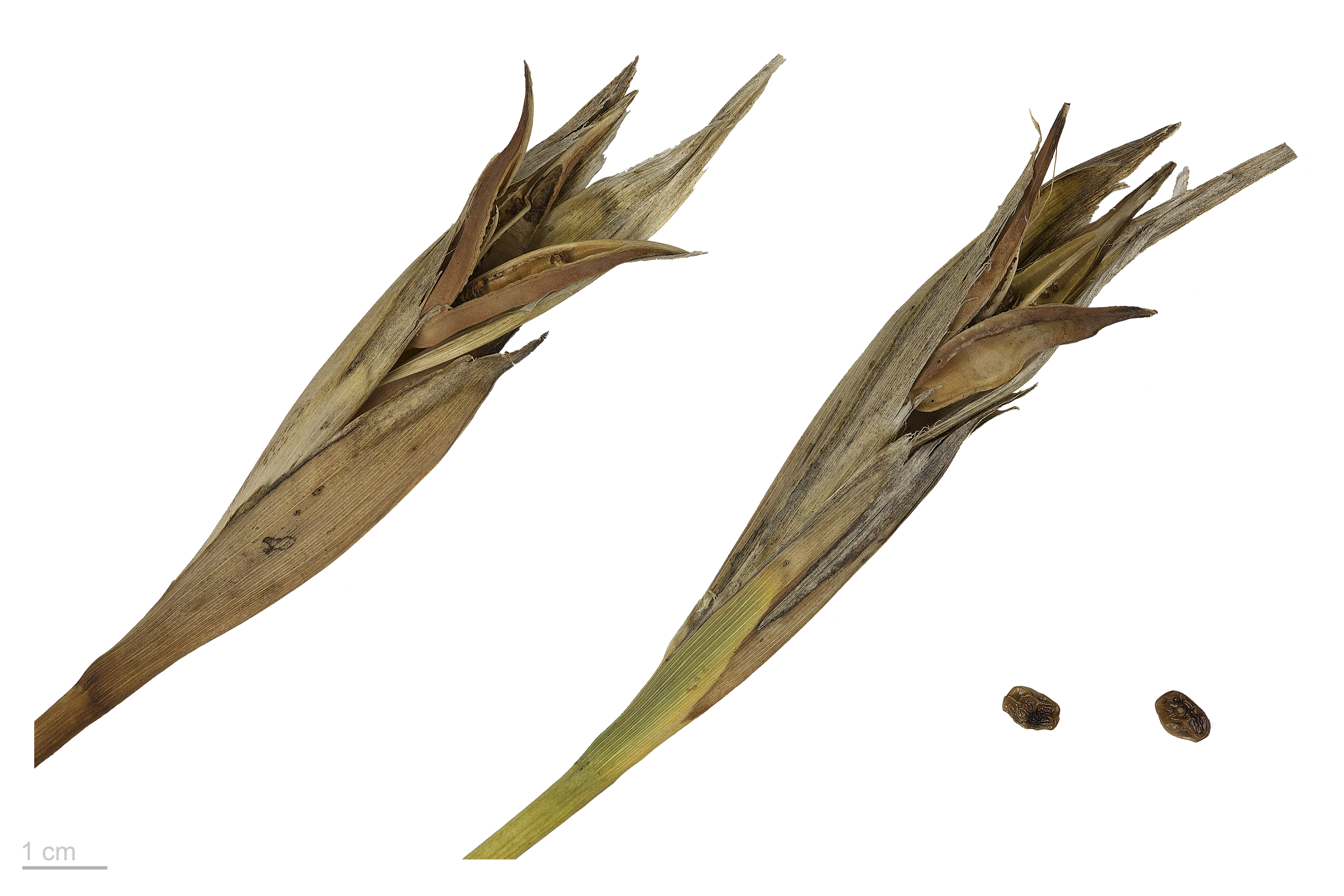
Семенные капсулы и семена

## Распространение и экология
Распространён в Юго-Восточной, Восточной, Средней и Атлантической Европе, Средиземноморье, Малой Азии. Наиболее часто встречается в Румынии, Болгарии, Турции. Описан из Австрии.
Произрастает в нижнем и среднем поясах гор, на субальпийских лугах и среди кустарников; предпочитает каменисто-щебнистые почвы. Может встречаться на полянах и в дубравах вдоль дорог; одиночно и небольшими группами. Светолюбив.

## Культивирование
Культивируется как декоративное растение. Выведены сорта, отличающиеся насыщенной окраской венчика. В культуре высокоустойчив и долговечен, быстро разрастается, может возобновляться самосевом.
Рекомендуется для использования в альпийских горках, рокариях, миксбордерах, цветниках ландшафтного типа, для озеленения водоёмов.
Опыт интродукции видов рода Iris, проводимый в ГБС РАН, показал устойчивость вида в условиях Москвы.

## Охранный статус

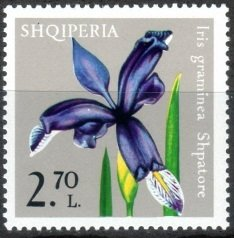
Iris graminea на марке Албании 1975 года

Внесён в Красные книги Приднестровской Молдавской Республики, Балтийского региона и ряда областей Украины (Винницкой, Закарпатской и др.). В Чехии имеет статус вымирающего вида, в Словакии — уязвимого.

## Таксономия
Впервые описан Линнеем в 1753 году. Видовой эпитет graminea — травяной, травовидный — отражает злаковидную форму листьев.
По данным The Plant List на 2024 год, в синонимику вида входят:
- Chamaeiris graminea Medik.
- Iris adami  Link
- Iris bayonnensis  Darracq ex Gren. & Godr.
- Iris compressa  Moench
- Iris lamprophylla  Lange
- Iris nikitensis  Lange
- Iris pseudocyperus  Schur
- Iris pseudograminea  Schur
- Iris suavis Salisb.
- Iris sylvatica Balb.
- Limniris graminea  Fuss
- Xiphion gramineum  Schrank
- Xyridion gramineum Klatt
- Iris graminea var. latifolia Spach
- Iris graminea var. pseudocyperus Beck
- Iris graminea var. sylvatica (Balb. ex Roem. & Schult.) Nyman
- Iris graminea var. bayonnensis (Gren. & Godr.) Nyman
- Iris graminea subsp. sylvatica (Balb. ex Roem. & Schult.) K.Richt.
- Chamaeiris graminea subsp. pseudocyperus (Schur) M.B.Crespo